# Ambasciata d'Italia ad Abuja
L'ambasciata d'Italia ad Abuja è la missione diplomatica della Repubblica Italiana nella Repubblica Federale della Nigeria. Essa è accreditata secondariamente presso il Benin e la Comunità economica degli Stati dell'Africa occidentale.
Dal 2003 la sede è ad Abuja, nell'Europe House, nel Central Business District.

## Altre sedi diplomatiche dipendenti
Oltre l'ambasciata a Rabat, esiste una rete consolare italiana in Nigeria e Benin:
| Tipologia             | Sede    | Zona di competenza |
| --------------------- | ------- | --- |
| Cancelleria consolare | Abuja   | Territorio Federale della Capitale, Stati di Kaduna, Kano, Katsina, Niger e Plateau. |
| Consolato generale    | Lagos   | Stati di Abia, Adamawa, Akwa Ibom, Anambra, Bauchi, Bayelsa, Benue, Borno, Cross River, Delta, Ebonyi, Edo, Ekiti, Enugu, Gombe, Imo, Jigawa, Kebbi, Kogi, Kwara, Lagos, Nassarawa, Ogun, Ondo, Osun, Oyo, Rivers, Sokoto, Taraba, Yobe, Zamfara. È inoltre competente per il Benin. |
| Consolato onorario    | Cotonou | Benin |